# Enoggera nassaui
Enoggera nassaui är en stekelart som först beskrevs av Girault 1926.  Enoggera nassaui ingår i släktet Enoggera och familjen puppglanssteklar. Inga underarter finns listade i Catalogue of Life.